# Platambus
Genre
Platambus est un genre d'insectes de l'ordre des coléoptères, de la famille des dytiscidés.

## Espèces rencontrées en Europe
- Platambus lunulatus (Steven 1829)
- Platambus maculatus (Linnaeus 1758)

## Liste d'espèces
Selon Catalogue of Life (31 août 2014) :
- Platambus americanus
- Platambus angulicollis
- Platambus apache
- Platambus astrictovittatus
- Platambus ater
- Platambus aztec
- Platambus balfourbrownei
- Platambus biswasi
- Platambus confusus
- Platambus coriaceus
- Platambus dabieshanensis
- Platambus dembickyi
- Platambus denticulatus
- Platambus elongatus
- Platambus excoffieri
- Platambus fimbriatus
- Platambus flavovittatus
- Platambus fletcheri
- Platambus guttulus
- Platambus heteronychus
- Platambus ikedai
- Platambus incrassatus
- Platambus insolitus
- Platambus johannis
- Platambus kempi
- Platambus khukri
- Platambus koreanus
- Platambus lindbergi
- Platambus lineatus
- Platambus lunulatus
- Platambus maculatus
- Platambus maya
- Platambus mexicanus
- Platambus micropunctatus
- Platambus nepalensis
- Platambus obtusatus
- Platambus optatus
- Platambus pictipennis
- Platambus planatus
- Platambus princeps
- Platambus punctatipennis
- Platambus regulae
- Platambus satoi
- Platambus sawadai
- Platambus schaefleini
- Platambus schillhammeri
- Platambus semenowi
- Platambus semivittatus
- Platambus sogdianus
- Platambus spinipes
- Platambus stagninus
- Platambus strbai
- Platambus striatus
- Platambus stygius
- Platambus texovittatus
- Platambus ussuriensis
- Platambus wangi
- Platambus wewalkai
- Platambus wittmeri
- Platambus wulingshanensis
- Platambus yaanensis

Selon ITIS (31 août 2014) :
- Platambus americanus (Aubé, 1838)
- Platambus angulicollis (Régimbart, 1899)
- Platambus apache (Young, 1981)
- Platambus astrictovittatus (Larson & Wolfe, 1998)
- Platambus ater (Falkenström, 1936)
- Platambus aztec (Larson in Larson, Alarie & Roughley, 2000)
- Platambus balfourbrownei Vazirani, 1965
- Platambus biswasi Vazirani, 1965
- Platambus confusus (Blatchley, 1910)
- Platambus coriaceus (Régimbart, 1899)
- Platambus dabieshanensis Nilsson, 2003
- Platambus dembickyi Brancucci, 2006
- Platambus denticulatus Nilsson, 2003
- Platambus elongatus Bian & Ji, 2008
- Platambus excoffieri Régimbart, 1899
- Platambus fimbriatus Sharp, 1884
- Platambus flavovittatus (Larson & Wolfe, 1998)
- Platambus fletcheri Zimmermann, 1928
- Platambus guttulus (Régimbart, 1899)
- Platambus heteronychus Nilsson, 2003
- Platambus ikedai (Nilsson, 1997)
- Platambus incrassatus Gschwendtner, 1935
- Platambus insolitus (Sharp, 1884)
- Platambus johannis (Fall, 1922)
- Platambus kempi (Vazirani, 1970)
- Platambus khukri Brancucci, 1990
- Platambus koreanus (Nilsson, 1997)
- Platambus lindbergi Guéorguiev, 1963
- Platambus lineatus Gschwendtner, 1935
- Platambus lunulatus (Fischer von Waldheim, 1829)
- Platambus maculatus (Linnaeus, 1758)
- Platambus maya (Larson in Larson, Alarie & Roughley, 2000)
- Platambus mexicanus (Larson in Larson, Alarie & Roughley, 2000)
- Platambus micropunctatus Nilsson, 2003
- Platambus nepalensis (Guéorguiev, 1968)
- Platambus obtusatus (Say, 1823)
- Platambus optatus (Sharp, 1884)
- Platambus pictipennis (Sharp, 1873)
- Platambus planatus (Sharp, 1882)
- Platambus princeps (Régimbart, 1888)
- Platambus punctatipennis Brancucci, 1984
- Platambus regulae Brancucci, 1991
- Platambus satoi Brancucci, 1982
- Platambus sawadai (Kamiya, 1932)
- Platambus schaefleini Brancucci, 1988
- Platambus schillhammeri Wewalka & Brancucci, 1995
- Platambus semenowi (Jakovlev, 1897)
- Platambus semivittatus (LeConte, 1852)
- Platambus sogdianus (Jakovlev, 1897)
- Platambus spinipes (Sharp, 1882)
- Platambus stagninus (Say, 1823)
- Platambus strbai Hendrich & Balke, 1998
- Platambus striatus (Zeng & Pu, 1992)
- Platambus stygius (Régimbart, 1899)
- Platambus texovittatus (Larson & Wolfe, 1998)
- Platambus ussuriensis (Nilsson, 1997)
- Platambus wangi Brancucci, 2006
- Platambus wewalkai Brancucci, 1982
- Platambus wittmeri Wewalka, 1975
- Platambus wulingshanensis Brancucci, 2005
- Platambus yaanensis Nilsson, 2003